# San Miguel de Velasco
San Miguel de Velasco – miasto w Boliwii, w departamencie Santa Cruz, w prowincji José Miguel de Velasco.

## Lista światowego dziedzictwa UNESCO
Miasto znane jest jako część misji jezuitów z Chiquitos, która została zgłoszona w 1990 r. Lista światowego dziedzictwa UNESCO